# FK Čukarički
A Čukarički Stankom (szerbül: Фудбалски клуб Чукарички Станком) egy szerb labdarúgócsapat, székhelye Belgrádban található. Jelenleg a szerb élvonalban szerepel.
A Stankom a 2000-es évek eleje óta szponzorálja a csapatot. 
2015, 2016, 2021, 2022 és 2023-ban is bajnoki bronzérmes lett a csapat az élvonalban.

## Története
A klubot 1926-ban alapították Belgrádban. A jugoszláv időkben a klub leginkább az alacsonyabb osztályú bajnokságokban szerepelt, első nagy sikerét az 1971–1972-es idényben érte el, mikor feljutott a jugoszláv másodosztályba. A klub története során először az 1994–1995-ös idény végén jutott fel a jugoszláv élvonalba, ahol első idényében a bajnokság hatodik helyén végzett a csapat, valamint kvalifikálta magát az 1996-os Intertotó-kupa, egy évvel később pedig az 1997-es Intertotó-kupa csoportkörébe. A klubot 2012-ben Dragan Obradović szerb vállalkozó vásárolta meg, így a Čukarički lett az első klub a szerb labdarúgás történetében ami privatizálva lett. A klub azóta ötször lett bronzérmes a szerb élvonalbeli bajnokságban, valamint 2015-ben elhódították a szerb labdarúgókupát, a döntőben a városi rivális Partizan csapata ellen diadalmaskodva. A klubban ezidáig számos egykori és jelenlegi szerb válogatott játékos szerepelt, mint például Aleksandar Kolarov, Miloš Ninković, Goran Gavrančić, Milan Dudić és Albert Nađ.

## Sikerei

### Nemzeti
- Szerb bajnokság
  -  Harmadik (5): 2014–15, 2015–16, 2020–21, 2021–22, 2022–23
- Szerb kupa
  -  Győztes (1): 2015
  -  Döntős (1): 2023

## Jelenlegi keret
2023. szeptember 1-i állapotnak megfelelően.
| #  |     | Poszt | Név                |
| -- | --- | ----- | ------------------ |
| 1  | SRB | K     | Nemanja Belić      |
| 2  | SRB | V     | Viktor Rogan       |
| 3  | SRB | V     | Nemanja Tošić      |
| 4  | SRB | V     | Bojan Kovačević    |
| 5  | SRB | KP    | Marko Docić ()     |
| 6  | SRB | V     | Miladin Stevanović |
| 7  | SRB | KP    | Stefan Tomović     |
| 8  | SRB | KP    | Luka Stojanović    |
| 10 | SRB | CS    | Đorđe Ivanović     |
| 11 | SRB | KP    | Luka Adžić         |
| 14 | MLI | KP    | Sambou Sissoko     |
| 15 | SRB | V     | Luka Subotić       |
| 16 | GNB | CS    | Zé Mário           |
| 17 | SRB | V     | Vukašin Jovanović  |
| 20 | SRB | V     | Veljko Mirosavić   |

| #  |     | Poszt | Név               |
| -- | --- | ----- | ----------------- |
| 21 | SRB | KP    | Nikola Stanković  |
| 23 | SRB | K     | Filip Samurović   |
| 24 | SRB | K     | Nenad Filipović   |
| 26 | SRB | V     | Uroš Drezgić      |
| 30 | SRB | V     | Vojin Serafimović |
| 44 | SRB | V     | Nemanja Ćalasan   |
| 45 | SRB | KP    | Igor Miladinović  |
| 47 | MNE | KP    | Bojica Nikčević   |
| 55 | GHA | KP    | Samuel Owusu      |
| 66 | BEN | KP    | Mattéo Ahlinvi    |
| 70 | SRB | CS    | Aleksa Janković   |
| 72 | SEN | CS    | Ibrahima Ndiaye   |
| 77 | BIH | KP    | Stefan Kovač      |
|    | BIH | V     | Ognjen Vranješ    |
|    | NGR | CS    | Sunday Adetunji   |

### Kölcsönben
| # |     | Poszt | Név                                                             |
| - | --- | ----- | --------------------------------------------------------------- |
|   | SRB | K     | Novak Mićović (a Los Angeles Galaxynál a 2023-as szezon végéig) |
|   | SRB | KP    | Mitar Ergelaš (a Novi Pazarnál a 2023/24-es szezon végéig)      |
|   | SRB | KP    | Vukašin Braunović (az OFK Vršacnál a 2023/24-es szezon végéig)  |
|   | GAM | CS    | Muhammed Badamosi (az El-Hazemnél a 2023/24-es szezon végéig)   |

## Eredményei

### Európaikupa-szereplés

#### Összesítve
| Kupa           | J | GY | D | V | LG–KG |
| -------------- | - | -- | - | - | ----- |
| Intertotó-kupa | 8 | 2  | 0 | 6 | 9–17  |
| Összesítve     | 8 | 2  | 0 | 6 | 9–17  |

#### Szezonális bontásban
| Idény | Kupa           | Forduló    | Klub                  | 1. mérk. | 2. mérk. |
| ----- | -------------- | ---------- | --------------------- | -------- | -------- |
| 1996  | Intertotó-kupa | Csoportkör | Spartak Trnava        | 0–3      | 0–3      |
| 1996  | Intertotó-kupa | Csoportkör | Daugava Rīga          | 1–3      | 1–3      |
| 1996  | Intertotó-kupa | Csoportkör | Karlsruher SC         | 0–3      | 0–3      |
| 1996  | Intertotó-kupa | Csoportkör | Universitatea Craiova | 1–2      | 1–2      |
| 1997  | Intertotó-kupa | Csoportkör | FC Groningen          | 0–1      | 0–1      |
| 1997  | Intertotó-kupa | Csoportkör | Gloria Bistriţa       | 3–2      | 3–2      |
| 1997  | Intertotó-kupa | Csoportkör | Montpellier HSC       | 1–3      | 1–3      |
| 1997  | Intertotó-kupa | Csoportkör | Szpartak Varna        | 3–0      | 3–0      |

Megjegyzés: Csak az Európai Labdarúgó-szövetség (UEFA) által szervezett európai kupák eredményeit tartalmazza. Az eredmények minden esetben a Čukarički Stankom szemszögéből értendőek, a félkövéren jelölt mérkőzéseket pályaválasztóként játszotta.